# Antiboise
Antiboise is een soort dressing die bij bepaalde vleesgerechten, vis of groente wordt geserveerd. Antiboise is een variant van sauce vierge en is vernoemd naar de stad Antibes aan de Franse zuidkust.
Antiboise wordt gemaakt van tomaat en knoflook, gebakken in olijfolie. Daarna worden kappertjes en zwarte olijven toegevoegd. Vlak voor serveren worden er nog enkele druppels balsamicoazijn aan de olie toegevoegd en wordt het geheel afgemaakt met wat zeezout.
Er is voor deze saus geen vast recept, zodat ermee kan worden gevarieerd.